# Ipsach
Ipsach es una comuna suiza del cantón de Berna, situada en el distrito administrativo de Biel/Bienne. Limita al norte con la comuna de Nidau, al este con Port, al sur con Bellmund, al este con Sutz-Lattrigen, el lago de Bienne, Biel/Bienne y Twann-Tüscherz.
Aunque la comuna no sea oficialmente bilingüe, ya que la lengua oficial es el alemán, la población francófona representa un 9% de la población total. Este factor es debido a la ubicación de Ipsach dentro de la región bilingüe del cantón (Seeland). La comuna formaba parte hasta el 31 de diciembre de 2009 del desaparecido distrito de Nidau.